# Комарицкий, Григорий Кириллович
Григорий Кириллович Комарицкий (1916—2000) — полковник Советской Армии, участник Великой Отечественной войны, Герой Советского Союза (1945).

## Биография
Григорий Комарицкий родился 16 декабря 1916 года в селе Михайловка (ныне — Рыльский район Курской области). В 1937 году он окончил Харьковский техникум политпросвещения. В том же году Комарицкий был призван на службу в Рабоче-крестьянскую Красную Армию. В 1941 году он окончил Тамбовскую военную авиационную школу пилотов. С августа 1943 года — на фронтах Великой Отечественной войны.
К середине августа 1944 года старший лейтенант Григорий Комарицкий командовал эскадрильей 723-го штурмового авиаполка 211-й штурмовой авиадивизии 3-й воздушной армии 1-го Прибалтийского фронта. К тому времени он совершил 105 боевых вылетов на штурмовку скоплений боевой техники и живой силы противника, нанеся тому большие потери.
Указом Президиума Верховного Совета СССР от 23 февраля 1945 года за «образцовое выполнение боевых заданий командования по уничтожению живой силы и техники противника и проявленные при этом мужество и героизм» старший лейтенант Григорий Комарицкий был удостоен высокого звания Героя Советского Союза с вручением ордена Ленина и медали «Золотая Звезда» за номером 5349.
После окончания войны Г. К. Комарицкий продолжил службу в Советской Армии. В 1951 году он окончил Военно-воздушную академию. С 1959 и 1968 годы служил в Главном управлении кадров Министерства обороны СССР. В 1968 году в звании полковника Комарицкий был уволен в запас. Проживал в Москве. 

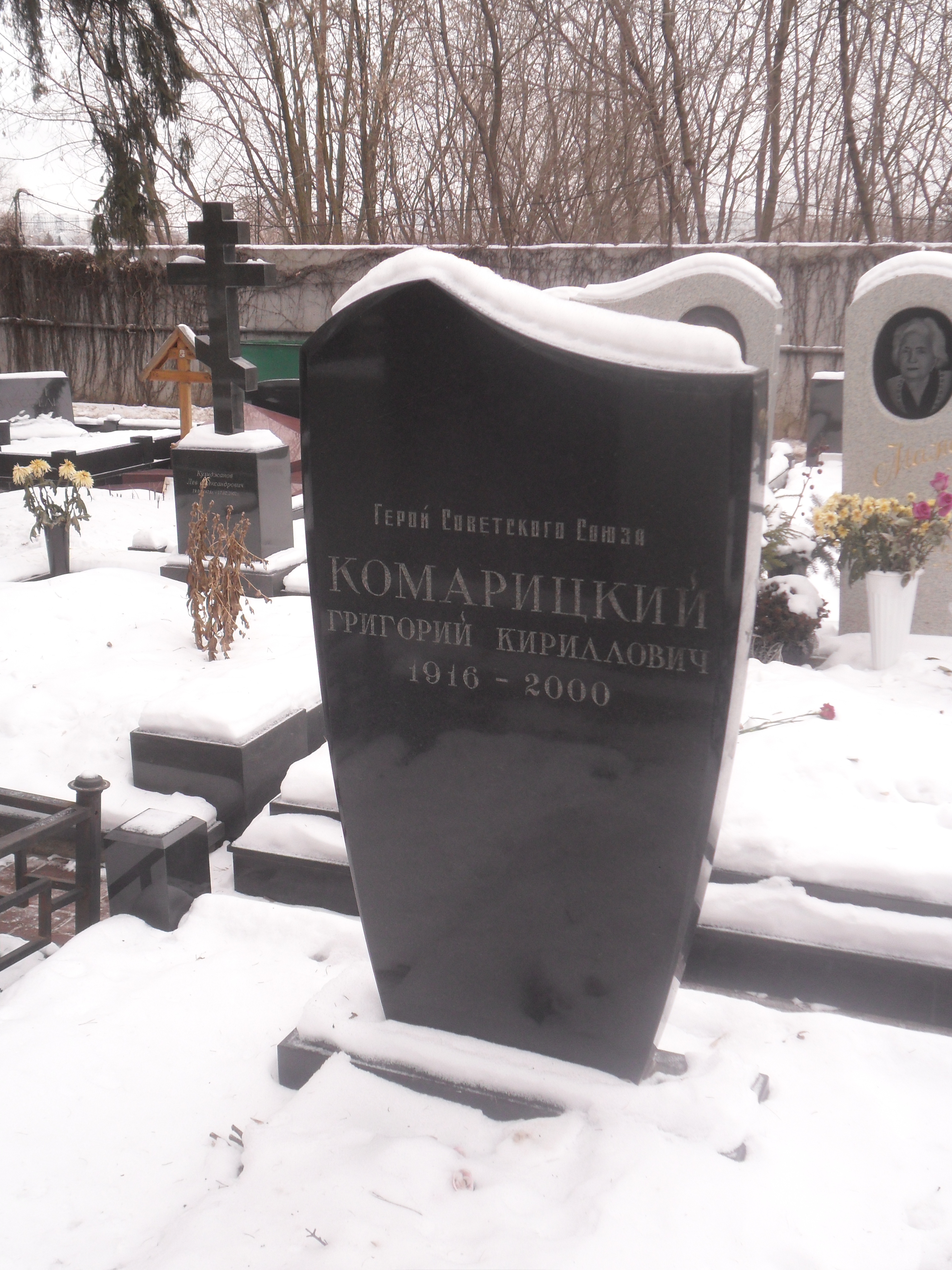
Могила Комарицкого на Кунцевском кладбище Москвы.

Скончался 5 мая 2000 года, похоронен на Кунцевском кладбище Москвы.
Был также награждён тремя орденами Красного Знамени, орденом Александра Невского, двумя орденами Отечественной войны 1-й степени, орденом Красной Звезды, рядом медалей.